# Andreas Vesalius
Andreas Vesalius (Brüsszel, 1514. december 31. – Zakünthosz, Görögország, 1564. október 15.) németalföldi orvos, anatómus, az emberi testről szóló egyik legfontosabb értekezés, a De humani corporis fabrica (Az emberi test működéséről) szerzője. Vesaliust gyakran a modern anatómia megteremtőjeként említik, mivel holttesteken végzett boncolásai révén elsőként próbálta feltárni az emberi test felépítését, működését.
Eredeti neve Andreas van Wesel, ennek a latinosított formája a Vesalius.

## Fiatalkora és tanulmányai
Vesalius a spanyol Habsburgok fennhatósága alatt álló Dél-Németalföldön, Brüsszelben született 1514-ben. Családjában már voltak orvosok, dédapja, Jan van Wesel (feltehetően Wesel-ben született) a páduai egyetemen szerezte diplomáját és orvostudományt oktatott 1428-tól a leuveni egyetemen. Nagyapja, Everard van Wesel, I. Miksa német-római császár udvari orvosa volt, míg apja Miksa udvari gyógyszerésze és V. Károly német-római császár szobainasa volt. Andries támogatta fiát a családi tradíció követésében és Brüsszelben görögre és latinra taníttatta Vesaliust.
1528-ban Vesalius a leuveni egyetemen kezdte tanulmányait. Kezdetben a művészeteket tanulmányozta, de amikor apját kinevezték V. Károly mellé, Vesalius is orvosi pályára lépett és 1533-ban Párizsba költözött, hogy a párizsi egyetemen orvosi tanulmányokat folytasson Jacques Dubois (Jacobus Sylvius) és Jean Fernel professzorok felügyeletével. Párizsban a Galenus által írt könyvekből oktatták az orvostudományt, aki a Kr. u. 1-2. század ismereteit foglalta össze és tudásának nagy részét állatok boncolásával szerezte. Vesalius ekkor kezdett nagyobb érdeklődést mutatni az anatómia iránt és gyakran vizsgálta a Cimetière des Innocents-ben eltemetettek csontjait.
1536-ban a Francia Királyság és a Német-Római Császárság közötti konfliktus miatt Vesaliusnak el kellett hagynia Párizst és visszatért Leuvenbe. Itt Johannes Winter von Andernach irányítása alatt befejezte tanulmányait és a következő évben megkapta diplomáját. Dimplomamunkája (Paraphrasis in nonum librum Rhazae medici arabis clariss ad regem Almansorum de affectum singularum corporis partium curatione) az arab orvos, ar-Rázi kilencedik könyvének kommentárja volt. Leuvenből nézeteltérései miatt rövidesen távozott és előbb Velencébe (1536), majd Páduába költözött és az ottani egyetemen folytatta tanulmányait a doktori cím megszerzéséig, amit 1537-ben kapott meg.

## Orvosi pályafutása és munkái
A doktori cím megszerzése után azonnal felajánlották neki az egyetem sebészeti és anatómiai tanszéket (explicator chirurgiae), illetve előadásokat tartott a bolognai és a pisai egyetemeken is. A korabeli szokásoknak megfelelően ezeket a tárgyakat a klasszikus szerzők, elsősorban Galenus műveinek tanulmányozásával oktatták, utána pedig állati tetemeken végeztek boncolásokat a hallgatók az előadó irányításával. Mivel Galenust tévedhetetlennek tartották, nem történtek kísérletek arra, hogy állításait ellenőrizzék vagy felülvizsgálják. Vesalius azonban az emberi holttestek boncolását helyezte előtérbe és ezt tartotta az orvosi-anatómiai ismeretek egyedüli megbízható forrásának. Tanítványai körégyűltek az anatómiai teátrumban és Vesalius nekik magyarázta az eseményeket.
Vesalius részletes ábrákat készített a boncolásokról, amelyeket hat illusztrált anatómiai táblázat formájában bocsátott tanítványai részére. Amikor kiderült, hegy széles körben terjesztik, 1538-ban Tabulae Anatomicae Sex néven kiadta. 1539-ben elkészítette Galenus anatómiai kézikönyvének modernizált változatát, az Institutiones Anatomicae-t.
1538-ban kiadott egy levelet az érvágásról, amely akkoriban igen elterjedt gyógymódja volt szinte minden betegségnek, bár az érvágás pontos helyét tekintve eltérő nézetek uralkodtak. A klasszikus görög eljárás, amit Galenus közölt, a betegség helyéhez közeli ér felvágását javasolta, míg a középkori arab orvosok és európai követőik azt tartották, hogy a test bármely részén lehet érvágást végezni. Vesalius levelében Galenus nézeteit támogatta és érveit részletes anatómiai ábrákkal támasztotta alá.
1539-ben egy páduai bíró nagy érdeklődést kezdett mutatni Vesalius munkája iránt és frissen kivégzett bűnözők holttestével támogatta a boncolásokat. Ennek segítségével Vesalius hamarosan nagy mennyiségű, pontos anatómiai ismeretre tett szert, amelyeket időnként hivatásos rajzolók segítségével rögzített és ennek eredményeként sokkal pontosabb ábrákat tudott közzétenni, mint korábban bármikor.
1541-ben bolognai látogatása során felfedezte, hogy Galenus ismereteit állatok boncolása révén szerezte, mivel a Római Birodalomban az emberek boncolása tilos volt, Galenus Berbermakákókat boncolt és úgy vélte, hogy a majmok teste nagyjából hasonlít az emberi testre. Vesalius előbb kiadott egy helyesbítést Galenus Opera omnia című anatómiai könyvéhez, majd elkezdte saját anatómiai kézikönyvét megírni. Vesalius volt az első, aki Galenus tévedéseit felismerte, de akadtak olyanok, akik a nyilvánvaló tévedések ellenére is ragaszkodtak Galenus tanításaihoz.
Vesalius ezt követően még nagyobb felháborodást keltett azzal, hogy nemcsak Galenus, hanem Arisztotelész és Mondino de Liuzzi állításaival is vitába szállt: mindhárman hibás állításokat fogalmaztak meg az emberi szív felépítésével és működésével kapcsolatban. Galenus például az állította, hogy a szív a legtisztább vért az artériákon keresztül a magasabbrendű szervek (agy, tüdő) felé szállítja, míg a vénák kevésbé tiszta vért szállítanak az alacsonyabbrendű szervek (pl. gyomor) felé. Hogy ez lehetséges legyen, egyfajta összeköttetésnek kellene lennie a két szívkamra között és Galenus azt állította, hogy meg is találta ezt az átjárót - az elkövetkező 1400 évben pedig senki nem jött rá a tévedésére. Vesalius azonban felismerte, hogy a szívnek négy ürege (két kamra, két pitvar) van és minden artéria innen ered. Azonban nem mert teljesen szembeszállni Galenus elméletével a keringési rendszer működéséről és azt hitte, hogy a vér valahogyan átjut a két kamrát elválasztó falon.
Egy másik esetben Vesalius bizonyította, hogy az emberi állkapocs egyetlen darabból van, míg Galenus az állati tetemek boncolása alapján azt hirdette, hogy két darabból áll.
1543-ban Vesalius nyilvános boncolást hajtott végre a hírhedt bázeli bűnöző, Jakob Karrer von Gebweiler tetemén. Franz Jeckelmann sebész segítségével kiemelte a holttest csontjait és összeállította a csontvázat, amelyet később a bazeli egyetemnek adományozott. A bazeli csontváz Vesalius egyetlen épségben megmaradt és egyben a világ egyik legrégebbi anatómiai preparátuma, amely ma is látható a bazeli egyetem Anatómiai Múzeumában.
Vesalius egyébként azért utazott Bázelbe, hogy Johannes Oporinus segítségét kérje hétkötetes főműve, a De humani corporis fabrica (Az emberi test működéséről) kiadásában. Az anatómia területén úttörőnek számító művet Vesalius V. Károly császárnak dedikálta és feltehetően Tiziano egyik tanítványa, Jan Stephen van Calcar illusztrálta. A diákok számára is kiadott egy rövidebb változatot Andrea Vesalii suorum de humani corporis fabrica librorum epitome címmel, amelyet II. Fülöp spanyol királynak, a császár fiának dedikált.
Bár Vesalius könyve nem az első volt, amely emberi holttestek boncolásán alapult, azonban a műben szereplő átfogó ismeretek, a részletes és anatómiailag pontos ábrák azonnal sikeressé tették. Szinte a könyv kiadása után megjelentek az első kalózmásolatok, amit Vesalius egy lábjegyzetben megjósolt. Vesalius könyve és az illusztrációk annyira egyedülállóak, hogy még ma is nyomtatásban vannak.
De humani corporis fabrica (Az emberi test felépítéséről) című műve magyar kiadásban Szentágothai János szemelvényes összeállításában, szerkesztésében és bevezető tanulmányával 1967-ben jelent meg (Magyar Helikon, Medicina Könyvkiadó).

## Pályafutásának második szakasza és halála
A Fabrica kiadása után nem sokkal Vesaliust udvari orvosnak meghívták V. Károly udvarába. Amikor Vesalius értesítette a velencei szenátust, hogy lemond a páduai egyetemi tanszékéről, I. Cosimo de’ Medici toszkán herceg rögtön felajánlott a pisai egyetemen egy állást, de Vesalius inkább a császár szolgálatát választotta, ahol a többi orvos csak "borbélynak" csúfolta.
A következő 11 évben Vesalius az udvarral együtt utazott, kezelte a csatákban vagy lovagi tornákon szerzett sérüléseket, operációkat és post-mortem boncolásokat végzett. Ezekben az években írta Radicis Chynae Usus című művét, amelyben egy orvosi növény felhasználását, de saját anatómiai munkásságát is védelmezte. Bírálói hatására V. Károly 1551-ben Salamanca városában egy vizsgálóbizottság elé idézte, amely Vesalius módszereinek összeférhetőségét vizsgálta a keresztény vallással. Habár a bizottság tisztázta Vesaliust, a támadások folytatódtak ellene, négy évvel később leghevesebb bírálói Galenus védelmében kiadtak egy cikket, amelyben azt állították, hogy az emberi test változásokon ment keresztül, mióta Galenus azt vizsgálta.
V. Károly lemondása után II. Fülöp udvarában maradt, aki életjáradékot adományozott neki és udvari lovaggá ütötte. 1555-ben a De Corporis egy átdolgozott kiadását megjelentette.
1564-ben Vesalius a Szentföldre utazott zarándoklatra. Jeruzsálemben érte utol a velencei szenátus üzenete, amelyben ismét meghívták a páduai egyetemre, ahol az egyik professzori pozíció Vesalius barátja és tanítványa, Fallopius halálával megüresedett.
A visszaúton előbb erős szembeszéllel kellett megküzdeniük, majd hajótörést szenvedtek Zakynthos szigetén. Vesalius itt halt meg, és olyan adósságokat hagyott hátra, hogy ha egy jóakarója nem fizeti ki a temetés költségeit, akkor holtteste temetetlenül maradt volna.
Vesalius halála után sokáig élt az a feltételezés, hogy az inkvizíció elől menekült a Szentföldre. A történet feltehetően Hubert Languet-től származik, aki szintén V. Károly szolgálatában állt, és azt terjesztette, hogy Vesalius éppen egy spanyol nemest boncolt, amikor kiderült, hogy a szív még dobog és emiatt az inkvizíció halálra ítélte, amit II. Fülöp kegyelemből zarándoklatra változtatott. Vesalius modern biográfusai azonban elvetik ezt a történetet, amelynek feltehetően semmilyen valós alapja nincs.

## Művei

### De Corporis Fabrica

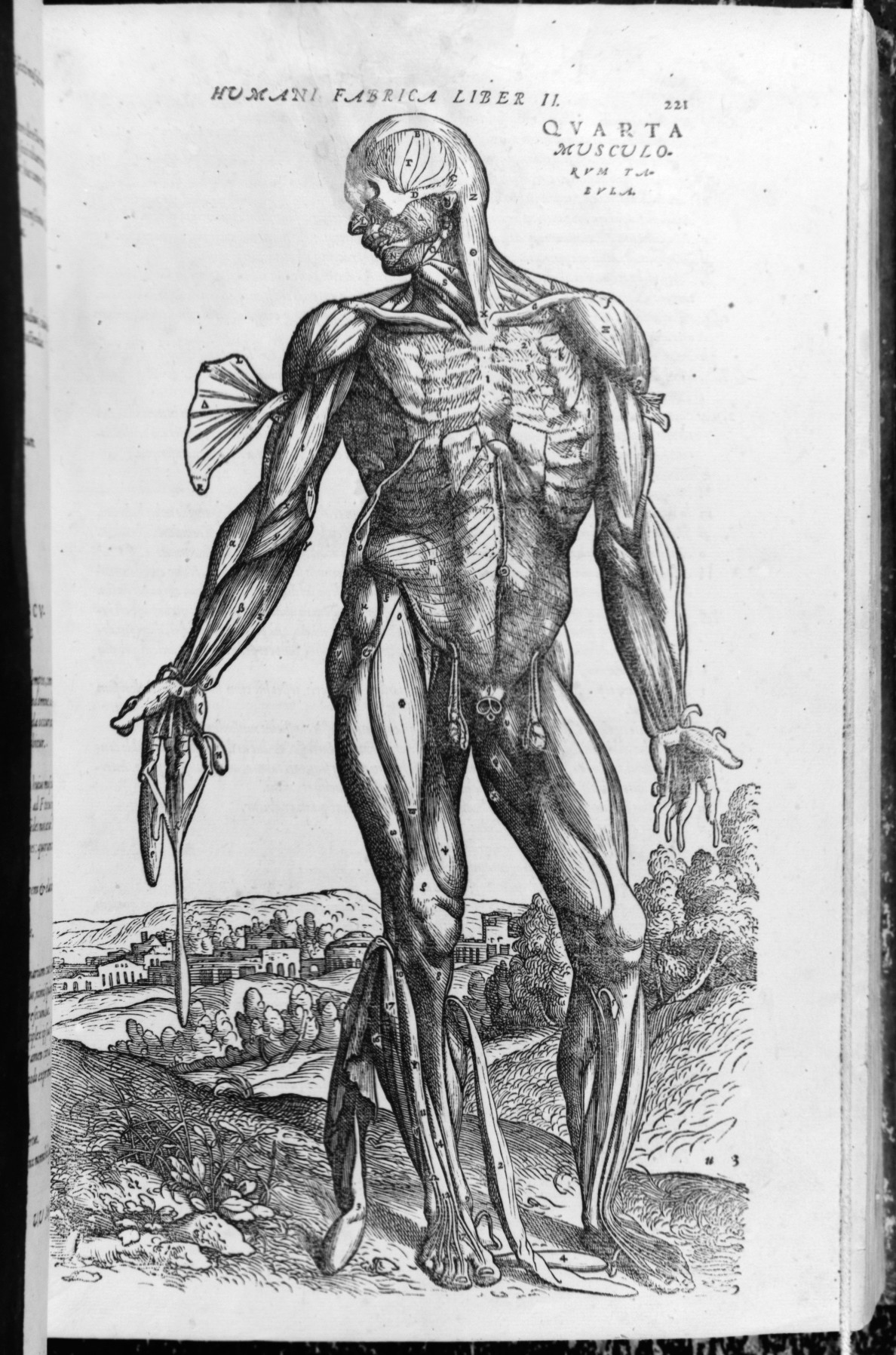
De humani corporis fabrica libri septem Basel, Johannes Oporinus, August 1555.

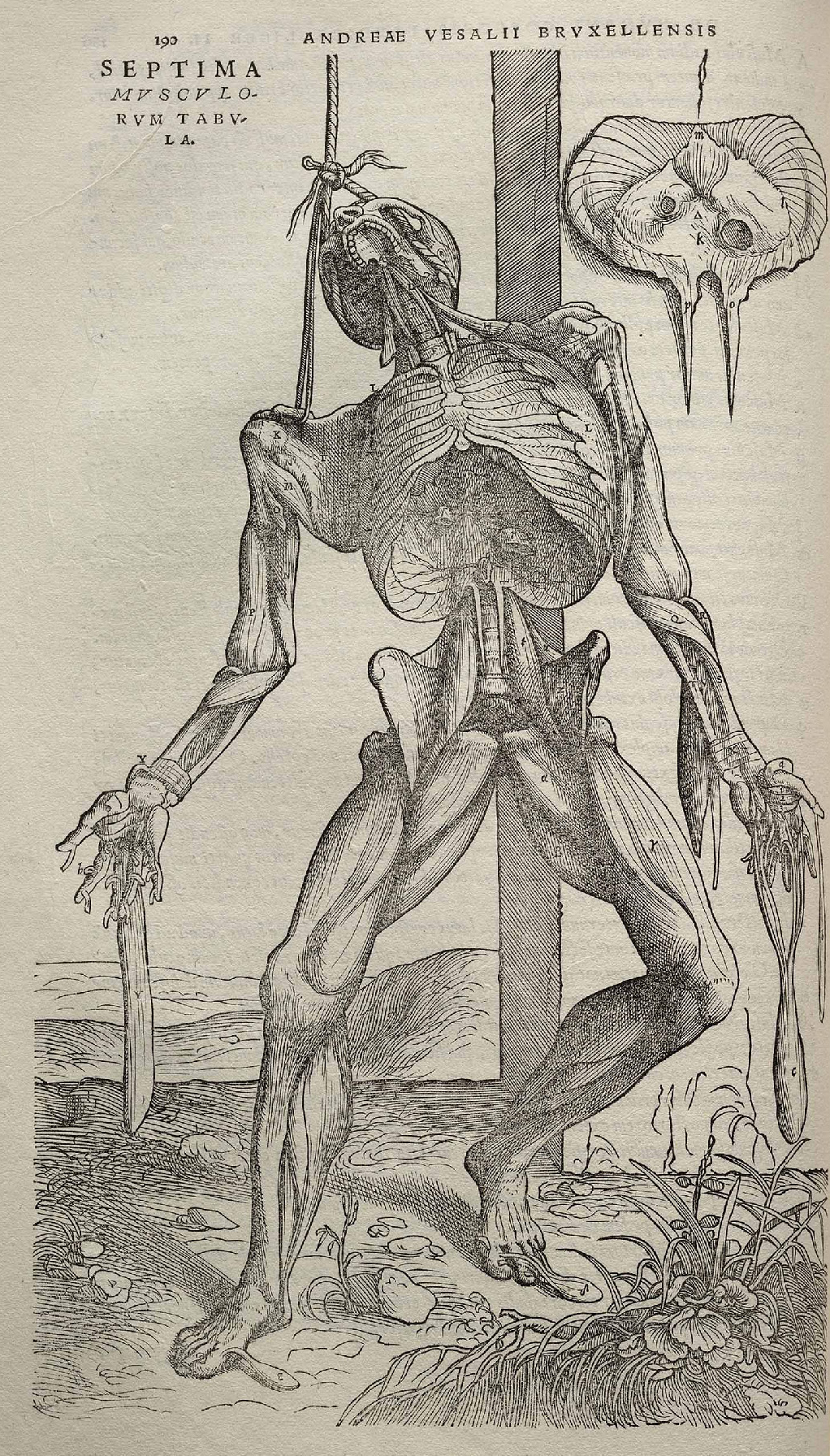
Vesalius legfontosabb műve, a De Corporis Fabrica számos részletes rajzot tartalmazott az emberi testről

1543-ban Vesalius megkérte Johannes Oporinust, hogy segítsen hétkötetes főműve, a De humani corporis fabrica (Az emberi test működéséről) kiadásában. A sok szempontból úttörő művet Vesalius V. Károlynak dedikálta, a mű illusztrációit pedig feltehetően Tiziano egyik tanítványa, a szintén németalföldi származású Jan Stephen van Calcar készítette.
Néhány héttel az eredeti De Corporis Fabrica kiadása után jelent meg egy másik kiadás, amelynek De humani corporis fabrica librorum epitome volt a címe. Az Epitome néven ismert mű, amelyet II. Fülöp spanyol királynak dedikált, az eredeti mű rövidített változata, nagyobb hangsúllyal az illusztrációkon és  rövidebb magyarázó szöveggel.
A Fabrica volt az első olyan anatómiai mű, amely az emberi test "anatómiai" modelljét helyezte előtérbe és nagy hangsúlyt fektetett a boncolás során szerezhető információkra. Az emberi test belső működését a szervek elhelyezkedésével magyarázta, ellentétben a korábbi anatómiai modellekkel, amelyek Arisztotelész és Galenus tanításait és számos asztrológiai hivatkozást is tartalmaztak. Vesalius előtt Mondino de Liuzzi és Jacopo Berengario da Carpi már publikáltak modern anatómiai munkákat, de eredményeiket beárnyékolta, hogy nem tudtak elszabadulni az arisztotelészi-galénoszi hagyományoktól.
A Fabrica-ban többek között Vesalius az ékcsont első jó leírását adta, bebizonyította, hogy a szegycsont három, a keresztcsont pedig öt vagy hat részből áll, pontos leírást adott a belsőfül részeiről (a tornácról), igazolta a korábbi megfigyeléseket a másvénákról, leírta a páratlan visszért és felfedezte a magzati üres visszér és a köldökzsinór vénája közötti csatornát (ductus venosus). Leírta a hashártyát, összeköttetését a gyomorral, a léppel és a végbéllel, leírta a gyomorkapu szerkezetét, megfigyelte a vakbél aránylag kis méretét, leírta a gátorüreget és a mellüreget, illetve az agy legpontosabb leírását szolgáltatta.
Ebben a műben került sor először a mesterséges lélegeztetés leírására is.

### Egyéb kiadványok
1538-ban írta az Epistola, docens venam axillarem dextri cubiti in dolore laterali secundam c. levelet, amelyben felelevenítette az érvágás művészetét és megkísérelte az érvágás pontos helyének meghatározását: Galenust és az ókori görög orvosokat követve azt javasolta, hogy a beteg vagy fájdalmas testrészhez közeli ereket kell felvágni. A levél igazi fontosságát az adta, hogy Vesalius az érrendszer tanulmányozása alapján fogalmazta meg javaslatait, illetve azt az akkoriban radikális javaslatot tette, hogy az orvosok boncolással ellenőrizzék hipotéziseik helyességét.
Vesalius életében kiadott művei:
- Paraphrasis in nonum librum Rhazae ad Almansorem (Bázel, 1537)
- Tabulae anatomicae (Velence, 1538)
- Epistola docens venam axillarem dextri cubiti in dolore laterali secandam (Bázel, 1543 és 1555)
- De humani corporis fabrica libri septem (Bázel, 1543 és 1555)
- Suorum de humani corporis fabrica librorum epitome (Bázel, 1543)
- Epistola rationem modumque propinandi radicis Chynae decocti, quo nuper invictissimus Carolus V imperator usus est, pertractans (Bázel, 1546)
- Anatomicarum Gabrielis Fallopii observationum examen (Velence, 1564)
- Opera omnia anatomica et chirurgica, szerk. H. Boerhaave és B. S. Albinus (Leyden, 1725)

## Tudományos eredményei

### Csontváz
- Vesalius felismerte, hogy a csontváz az emberi test váza. A De fabrica első kötetében, amely a csontvázról szólt, cáfolta meg Galenus legtöbb téves nézetét, amikor bebizonyította, hogy az állkapocscsont egy darabból, míg az emberi szegycsont három darabból áll (a Galenus által tanulmányozott majmoknál ezek a csontok két, illetve hét darabból állnak).
- Ebben a könyvében cáfolta meg azt a közkeletű hiedelmet, hogy a férfiaknak eggyel kevesebb bordájuk van, mint a nőknek (a Teremtés könyve alapján).
- pontosan leírta a halántékcsonton belül található tornácot (vestibulum) , amely a belsőfül része.
- felismerte, hogy a szárkapocs (fibula) és a sípcsont (tibia) hosszabb, mint a kézben található felkarcsont (humerus), ami szintén ellentmondott Galenus egyik állításának.

### Izomzat
- Az izmok tanulmányozásában Vesalius egyik legnagyobb és maradandóbb eredményei a hihetetlenül részletes és pontos anatómiai illusztrációk voltak, amelyekkel műveit illusztrálta. Pontosan és érthetően leírta az emberi test összes izmának eredetét, tapadási helyét, illetve feltételezett funkcióját.

### Keringési rendszer
- A modern orvostudomány szempontjából Vesalius legfontosabb felfedezéseit a keringési rendszer tanulmányozása során tette. A szív boncolása során igazolta, hogy nem létezik átjáró a két szívkamra között, ahogyan azt Galenus feltételezte. A De fabrica második kiadásában már határozottan állította, hogy a szeptum választja el a bal pitvart és kamrát a jobb pitvartól és kamrától, így a vér ezen üregek között nem áramolhat. A pitvarok és kamrák közötti billentyűk funkcióját is leírta (megakadályozzák a vér visszaáramlását).
- Először vetette fel, hogy a szívműködés és a pulzus összefüggésben áll.
- Leírta a páratlan visszért (vena azygos) és felfedezte azt a csatornát (ductus venosus), amely összeköti a köldökzsinór vénáját a magzat üres visszerével (vena cava).

### Idegrendszer
- Az idegrendszer vizsgálata során Vesalius úgy határozta meg az ideget, mint amely az érzéseket szállítja és a mozgást irányítja. A kortársaival ellentétben elutasította, hogy az ízületi szalagok és ínak részt vennének az ingerületek továbbításában.
- Elvetette, hogy az idegek a szívből erednek (mint az Arisztotelész javasolta) és felismerte, hogy az idegek az agyban végződnek.
- A látóideg tanulmányozása alapján kijelentette, hogy az idegek belül nem üregesek.

### Belső szervek
- Bár elfogadta Galenus feltételezését, miszerint a máj a vérképzés szerve, bebizonyította, hogy annak nem öt lebenye van, hanem csak egy és hogy az üres visszér (vena cava) nem a májhoz csatlakozik.
- A De fabrica-ban korrigálta egy korábbi kijelentését, miszerint a jobb vese magasabban helyezkedik el, mint a bal. Vesalius úgy tartotta, hogy a vesék nem csak a vizelet kiválasztásában, hanem a vér szűrésében is szerepet játszanak és az ürülék a húgyvezetéken (ureter) keresztül jut a húgyhólyagba.
- Elsőként írta le a hashártyát (peritoneum), kapcsolatát a gyomorral, a léppel és a vastagbéllel, illetve a gyomorkapu első pontos leírását szolgáltatta
- Megfigyelte, hogy az emberi testben a vakbél aránylag kis méretű (a többi emlőshöz viszonyítva, illetve leírta a gátorüreget (mediastinum) és a mellhártyát (pleura)
- Vesalius a De fabrica-ban beismerte, hogy felboncolható terhes nők hiányában nem tudta teljesen megismerni és megérteni a szaporodószerveket, de azt azért felismerte, hogy az emberi méhnek csak egy ürege van, nem kettő (amint azt Galenus állította).

#### Szív
- Az izmokkal végzett munkája során Vesalius azt tartotta, hogy az izmoknak képesnek kell lenni akaratlagos mozgásra, és mivel a szív mozgása akaratlagosan nem befolyásolható, nem is tartotta igazi izomnak.
- Leírta a szív részeit, a két pitvart és a két kamrát, bár a jobb pitvart a felső fő visszér folytatásának, míg a bal pitvart a tüdővisszér folytatásának tartotta.
- Érdekességképpen megemlítendő, hogy foglalkozott azzal a kérdéssel, hogy vajon a szív tekinthető-e a lélek központjának, de a várható bírálatok miatt nem foglalt állást ebben a kérdésben.

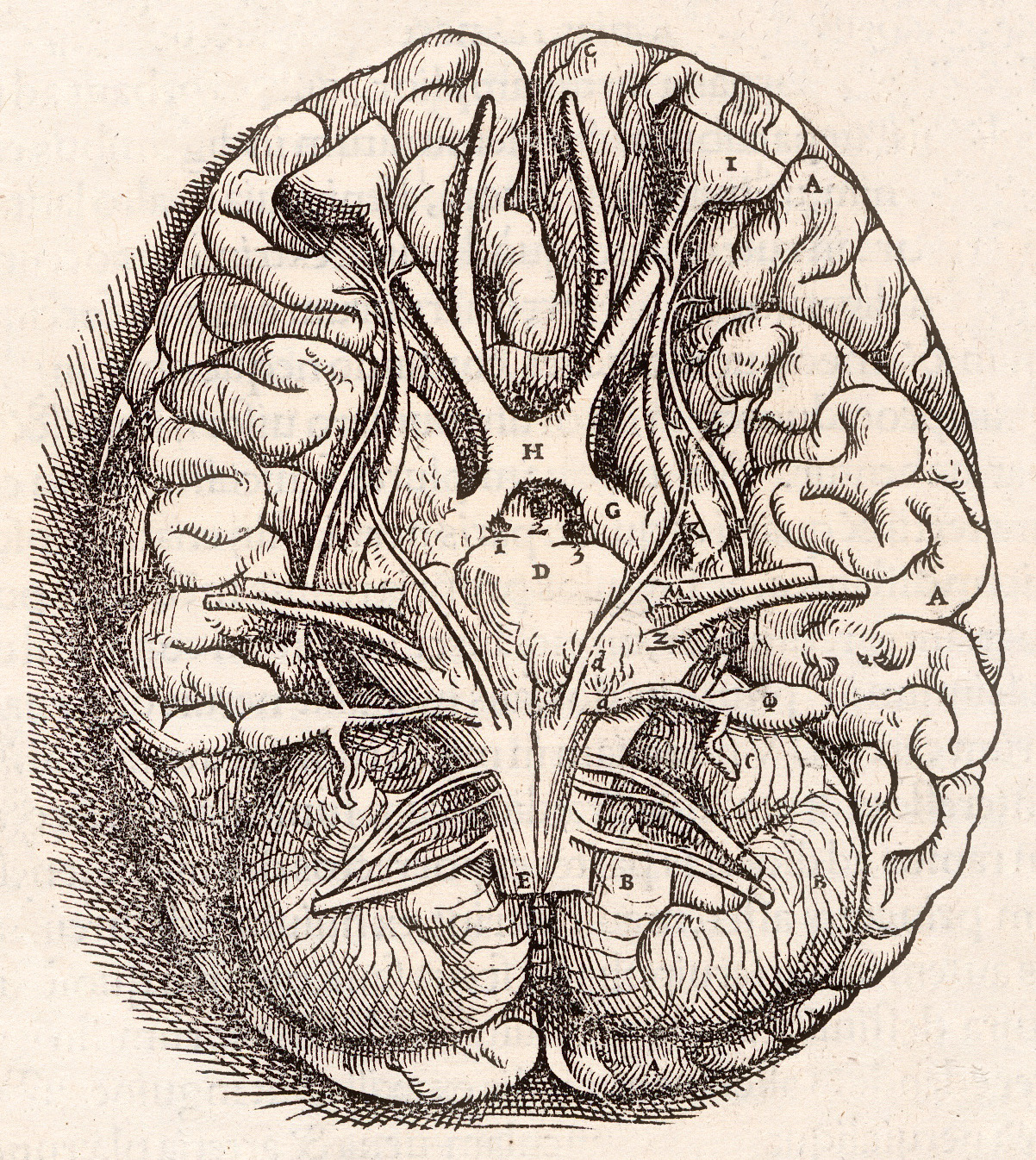
Az agy alsó része Vesalius egyik illusztrációján

## Magyarul
- De humani corporis fabrica. Az emberi test felépítéséről. Szemelvények; összeáll., szerk., bev. Szentágothai János, jegyz. Timár László, Szántó Tibor; Magyar Helikon–Medicina, Bp., 1967

## Fordítás
- Ez a szócikk részben vagy egészben  az   Andreas Vesalius című angol Wikipédia-szócikk fordításán alapul.  Az eredeti cikk szerkesztőit annak laptörténete sorolja fel. Ez a jelzés csupán a megfogalmazás eredetét és a szerzői jogokat jelzi, nem szolgál a cikkben szereplő információk forrásmegjelöléseként.